# 守谷市役所
守谷市役所（もりやしやくしょ）は、日本の地方公共団体である茨城県守谷市の執行機関としての事務を行う施設（役所）。

## 概要
1955年（昭和30年）3月1日の合併によって誕生した守谷町役場を前身とする。当初、庁舎は（旧）守谷町役場（現在の守谷市商工会の位置）を使用し、旧大井沢村、大野村、高野村役場が支所として機能していた。その後、1959年（昭和34年）に役場を守谷字仲町（現：本町字仲町。現在の仲町行政サービスセンターの位置）に移転すると同時に支所を廃止。1990年（平成2年）5月に再度の移転を行い、現在地に立地する。

### 本庁舎（守谷市役所）
1990年（平成2年）5月に守谷町役場として開庁し、市制施行後は守谷市役所として使われている。設計監理は日本設計によって行われ、南に沢と松林がある景観を生かし、駐車場の南端を展望広場としたり、最上階に展望スペースを設けた35mのシンボリックタワーを配置している。
住所：〒302-0198 茨城県守谷市大柏950番地1

アクセス：関東鉄道常総線 及び 首都圏新都市鉄道つくばエクスプレス線守谷駅よりバス「守谷市役所」下車徒歩2分

### 仲町行政サービスセンター
旧守谷町役場跡地に開設された行政サービスセンター。銚子街道沿いの旧市街地にあり、市役所で行っている一部の業務はこちらでも行われている。
住所：〒302-0109 守谷市本町字仲町631番地1

アクセス：関東鉄道常総線 及び 首都圏新都市鉄道つくばエクスプレス線守谷駅よりバス「保健センター」・「仲町」下車徒歩1分
取扱業務内容
- 戸籍謄抄本の交付。
- 住民票の写しの交付。
- 印鑑登録証明書の交付。
- 市税等の諸証明の交付。
- 公印の管守に関する業務。
- 税及び手数料等の現金取扱い業務。